# 박세진 (축구 선수)
박세진(1995년 12월 15일 ~ )은 대한민국의 축구 선수이며 포지션은 풀백이다. 현재 충남 아산 FC에서 활약하고 있다.

## 클럽 경력
2016년 자유선발계약으로 대구 FC에 입단하였다. 같은 해 3월 26일 대전 시티즌과의 2016 시즌 개막전에 선발 출전하며 프로 데뷔전을 치렀다.
2018시즌을 앞두고 K리그 챌린지의 수원 FC로 이적했다. 2018년 4월 15일 열린 부산 아이파크와의 경기에서 수원 FC 입단 후 첫 골을 기록했다.
2019년 4월, 군 복무를 위해 상주 상무로 입대했다.
2021시즌을 앞두고 K리그2의 충남 아산 축구단으로 이적했다.
2022시즌을 앞두고 부산 아이파크로 이적했다. 2022년 3월 5일에 치러진 대전 하나 시티즌과의 경기에서 부산 입단 이후 첫 골을 기록했다.

## 국가대표 경력
2014년 1월 제주도에서 열린 대한민국 U-20 대표팀 전지 훈련 명단에 포함되었다.